# Olympische Sommerspiele 1976/Leichtathletik – 400 m (Frauen)

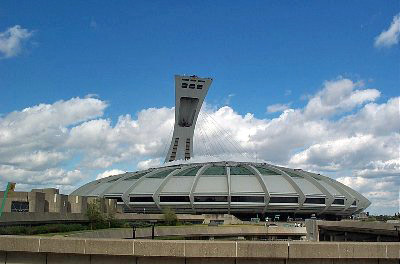
Das Olympiastadion in Montreal

Der 400-Meter-Lauf der Frauen bei den Olympischen Spielen 1976 in Montreal wurde am 25., 26. und 29. Juli 1976 im Olympiastadion Montreal ausgetragen. Vierzig Athletinnen nahmen teil.
Olympiasiegerin wurde die Polin Irena Szewińska, die in neuer Weltrekordzeit von 49,28 s vor den beiden DDR-Läuferinnen Christina Brehmer, spätere Christina Lathan, und Ellen Streidt, frühere Ellen Strophal, gewann.
Neben den beiden Medaillengewinnerinnen nahm auch Marita Koch für die DDR teil. Sie konnte sich für das Halbfinale qualifizieren, trat dort jedoch nicht an.

Für die Bundesrepublik Deutschland starteten Dagmar Fuhrmann, frühere Dagmar Jost, Silvia Hollmann und Rita Wilden, frühere Rita Jahn. Alle drei erreichten das Viertelfinale, in dem Fuhrmann und Hollmann ausschieden. Wilden scheiterte eine Runde später im Halbfinale.

Österreich wurde durch Christiane Wildschek vertreten, die im Halbfinale ausschied.

Die Liechtensteinerin Helen Ritter, frühere Helen Bischofberger, schied in der Vorrunde aus.

Läuferinnen aus der Schweiz nahmen nicht teil.

## Rekorde

### Bestehende Rekorde
| Weltrekord         | 49,75 s | Irena Szewińska ( Polen) | Bydgoszcz, Polen                  | 22. Juni 1976     |
| Olympischer Rekord | 50,48 s | Monika Zehrt ( DDR)      | Finale OS München, BR Deutschland | 7. September 1972 |

### Rekordverbesserungen
Der bestehende olympische Rekord wurde zweimal verbessert, die zweite Verbesserung bedeutete gleichzeitig neuen Weltrekord.
- Olympische Rekorde:
  - 51,94 s – Irena Szewińska (Polen), erstes Halbfinale am 28. Juli
  - 49,28 s – Irena Szewińska (Polen), Finale am 29. Juli
- Weltrekord;
  - 49,28 s – Irena Szewińska (Polen), Finale am 29. Juli

## Durchführung des Wettbewerbs
Die Athletinnen traten am 25. Juli zu sechs Vorläufen an. Die jeweils fünf Laufbesten – hellblau unterlegt – und die nachfolgend zwei Zeitschnellsten – hellgrün unterlegt – kamen ins Viertelfinale am 26. Juli. Hieraus erreichten die jeweils vier Laufbesten – ebenfalls hellblau unterlegt – das Halbfinale am 28. Juli, aus dem sich wiederum die vier Laufbesten – hellblau unterlegt – für das Finale qualifizierten, das am 29. Juli stattfand.

## Zeitplan
25. Juli, 15:00 Uhr: Vorläufe

26. Juli, 16:20 Uhr: Viertelfinale

28. Juli, 18:55 Uhr: Halbfinale

29. Juli, 16:20 Uhr: Finale
Anmerkung:
Alle Zeiten sind in Ortszeit Montreal (UTC−5) angegeben.

## Vorrunde
Datum: 25. Juli 1976, ab 15:00 Uhr

### Vorlauf 1
| Platz | Name              | Nation         | Zeit    |
| ----- | ----------------- | -------------- | ------- |
| 1     | Christina Brehmer | DDR            | 52,45 s |
| 2     | Verona Elder      | Großbritannien | 52,60 s |
| 3     | Rita Wilden       | BR Deutschland | 53,08 s |
| 4     | Lorna Forde       | Barbados       | 53,93 s |
| 5     | Rachelle Campbell | Kanada         | 54,54 s |
| DNS   | Marième Boye      | Senegal        |         |

### Vorlauf 2
| Platz | Name            | Nation         | Zeit    |
| ----- | --------------- | -------------- | ------- |
| 1     | Debra Sapenter  | USA            | 52,33 s |
| 2     | Donna Hartley   | Großbritannien | 52,75 s |
| 3     | Marita Koch     | DDR            | 52,78 s |
| 4     | Regine Berg     | Belgien        | 53,66 s |
| 5     | Silvia Hollmann | BR Deutschland | 53,73 s |
| 6     | Helen Blake     | Jamaika        | 53,93 s |
| 7     | Ileana Hocking  | Puerto Rico    | 57,85 s |

### Vorlauf 3
| Platz | Name                 | Nation      | Zeit    |
| ----- | -------------------- | ----------- | ------- |
| 1     | Ellen Streidt        | DDR         | 52,56 s |
| 2     | Christiane Wildschek | Österreich  | 52,65 s |
| 3     | Judy Canty           | Australien  | 52,88 s |
| 4     | Marilyn Neufville    | Jamaika     | 52,93 s |
| 5     | Rosine Wallez        | Belgien     | 52,94 s |
| 6     | Jelica Pavličić      | Jugoslawien | 54,11 s |
| DNS   | Chee Swee Lee        | Singapur    |         |

### Vorlauf 4
| Platz | Name             | Nation         | Zeit    |
| ----- | ---------------- | -------------- | ------- |
| 1     | Sheila Ingram    | USA            | 51,83 s |
| 2     | Natalja Sokolowa | Sowjetunion    | 52,45 s |
| 3     | Irena Szewińska  | Polen          | 52,75 s |
| 4     | Joyce Yakubowich | Kanada         | 53,35 s |
| 5     | Gladys Taylor    | Großbritannien | 53,46 s |
| 6     | Marika Lindholm  | Finnland       | 53,64 s |
| 7     | Célestine N’Drin | Elfenbeinküste | 54,13 s |

### Vorlauf 5
| Platz | Name                  | Nation        | Zeit    |
| ----- | --------------------- | ------------- | ------- |
| 1     | Rosalyn Bryant        | USA           | 52,01 s |
| 2     | Riitta Salin          | Finnland      | 52,57 s |
| 3     | Ljudmila Aksjonowa    | Sowjetunion   | 52,90 s |
| 4     | Bethanie Nail         | Australien    | 52,98 s |
| 5     | Ruth Williams-Simpson | Jamaika       | 54,07 s |
| 6     | Helen Ritter          | Liechtenstein | 58,52 s |
| DNS   | Debbie Jones          | Bermuda       |         |

### Vorlauf 6
| Platz | Name                | Nation         | Zeit        |
| ----- | ------------------- | -------------- | ----------- |
| 1     | Nadeschda Iljina    | Sowjetunion    | 51,97 s     |
| 2     | Verna Burnard       | Australien     | 52,10 s     |
| 3     | Dagmar Fuhrmann     | BR Deutschland | 52,58 s     |
| 4     | Pirjo Häggman       | Finnland       | 52,73 s     |
| 5     | Margaret Stride     | Kanada         | 53,21 s     |
| 7     | Rita Bottiglieri    | Italien        | 53,37 s     |
| 8     | Rose-Marie Gauthier | Haiti          | 1:13,27 min |

## Viertelfinale
Datum: 26. Juli 1976, ab 16:20 Uhr

### Lauf 1
| Platz | Name               | Nation         | Zeit    |
| ----- | ------------------ | -------------- | ------- |
| 1     | Sheila Ingram      | USA            | 51,31 s |
| 2     | Ellen Streidt      | DDR            | 51,33 s |
| 3     | Pirjo Häggman      | Finnland       | 51,65 s |
| 4     | Ljudmila Aksjonowa | Sowjetunion    | 51,73 s |
| 5     | Dagmar Fuhrmann    | BR Deutschland | 52,02 s |
| 6     | Judy Canty         | Australien     | 52,65 s |
| 7     | Lorna Forde        | Barbados       | 53,62 s |
| 8     | Rachelle Campbell  | Kanada         | 54,16 s |

### Lauf 2

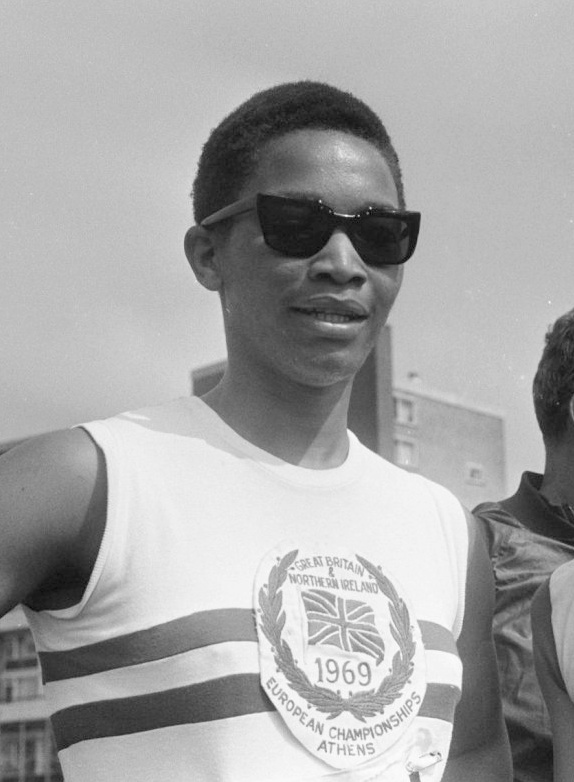
Marilyn Neufville trat zu ihrem Viertelfinallauf nicht an

| Platz | Name              | Nation         | Zeit    |
| ----- | ----------------- | -------------- | ------- |
| 1     | Natalja Sokolowa  | Sowjetunion    | 51,63 s |
| 2     | Christina Brehmer | DDR            | 51,67 s |
| 3     | Verna Burnard     | Australien     | 51,79 s |
| 4     | Rita Wilden       | BR Deutschland | 52,41 s |
| 5     | Gladys Taylor     | Großbritannien | 53,71 s |
| 6     | Marika Lindholm   | Finnland       | 54,07 s |
| 7     | Margaret Stride   | Kanada         | 55,02 s |
| DNS   | Marilyn Neufville | Jamaika        |         |

### Lauf 3
| Platz | Name                  | Nation         | Zeit    |
| ----- | --------------------- | -------------- | ------- |
| 1     | Debra Sapenter        | USA            | 51,23 s |
| 2     | Nadeschda Iljina      | Sowjetunion    | 51,32 s |
| 3     | Bethanie Nail         | Australien     | 51,71 s |
| 4     | Christiane Wildschek  | Österreich     | 52,25 s |
| 5     | Verona Elder          | Großbritannien | 52,70 s |
| 6     | Rosine Wallez         | Belgien        | 53,04 s |
| 7     | Silvia Hollmann       | BR Deutschland | 53,77 s |
| 8     | Ruth Williams-Simpson | Jamaika        | 53,88 s |

### Lauf 4
| Platz | Name             | Nation         | Zeit    |
| ----- | ---------------- | -------------- | ------- |
| 1     | Riitta Salin     | Finnland       | 51,62 s |
| 2     | Rosalyn Bryant   | USA            | 51,74 s |
| 3     | Marita Koch      | DDR            | 51,87 s |
| 4     | Irena Szewińska  | Polen          | 52,00 s |
| 5     | Donna Hartley    | Großbritannien | 52,29 s |
| 6     | Rita Bottiglieri | Italien        | 52,51 s |
| 7     | Regine Berg      | Belgien        | 53,14 s |
| 8     | Joyce Yakubowich | Kanada         | 53,14 s |

## Halbfinale

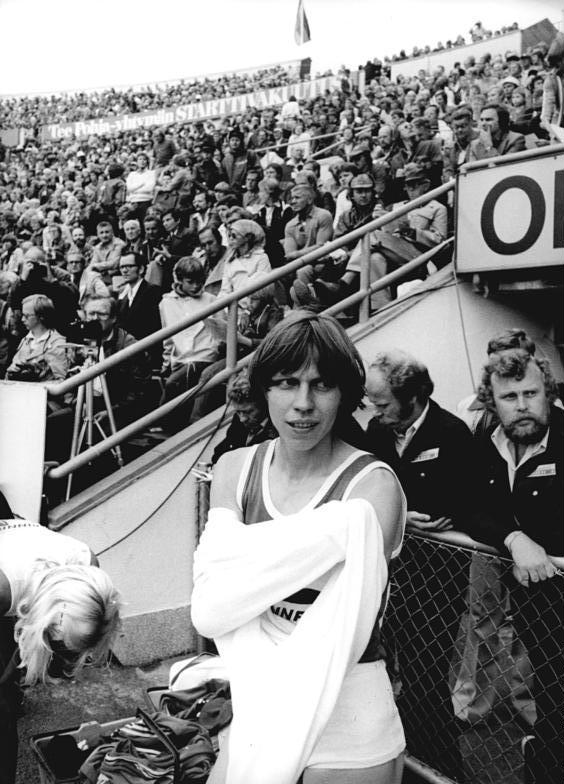
Marita Koch trat zu ihrem Halbfinale nicht an

Datum: 28. Juli 1976, ab 18:55 Uhr

### Lauf 1
| Platz | Name                 | Nation      | Zeit    | Anmerkung |
| ----- | -------------------- | ----------- | ------- | --------- |
| 1     | Irena Szewińska      | Polen       | 50,48 s | OR        |
| 2     | Ellen Streidt        | DDR         | 50,51 s |           |
| 3     | Sheila Ingram        | USA         | 50,90 s |           |
| 4     | Riitta Salin         | Finnland    | 51,26 s |           |
| 5     | Bethanie Nail        | Australien  | 51,44 s |           |
| 6     | Ljudmila Aksjonowa   | Sowjetunion | 51,55 s |           |
| 7     | Christiane Wildschek | Österreich  | 52,20 s |           |
| DNS   | Marita Koch          | DDR         |         |           |

### Lauf 2
| Platz | Name              | Nation         | Zeit    |
| ----- | ----------------- | -------------- | ------- |
| 1     | Rosalyn Bryant    | USA            | 50,62 s |
| 2     | Christina Brehmer | DDR            | 50,86 s |
| 3     | Pirjo Häggman     | Finnland       | 51,03 s |
| 4     | Debra Sapenter    | USA            | 51,34 s |
| 5     | Nadeschda Iljina  | Sowjetunion    | 51,42 s |
| 6     | Verna Burnard     | Australien     | 51,71 s |
| 7     | Rita Wilden       | BR Deutschland | 51,82 s |
| 8     | Natalja Sokolowa  | Sowjetunion    | 51,95 s |

## Finale

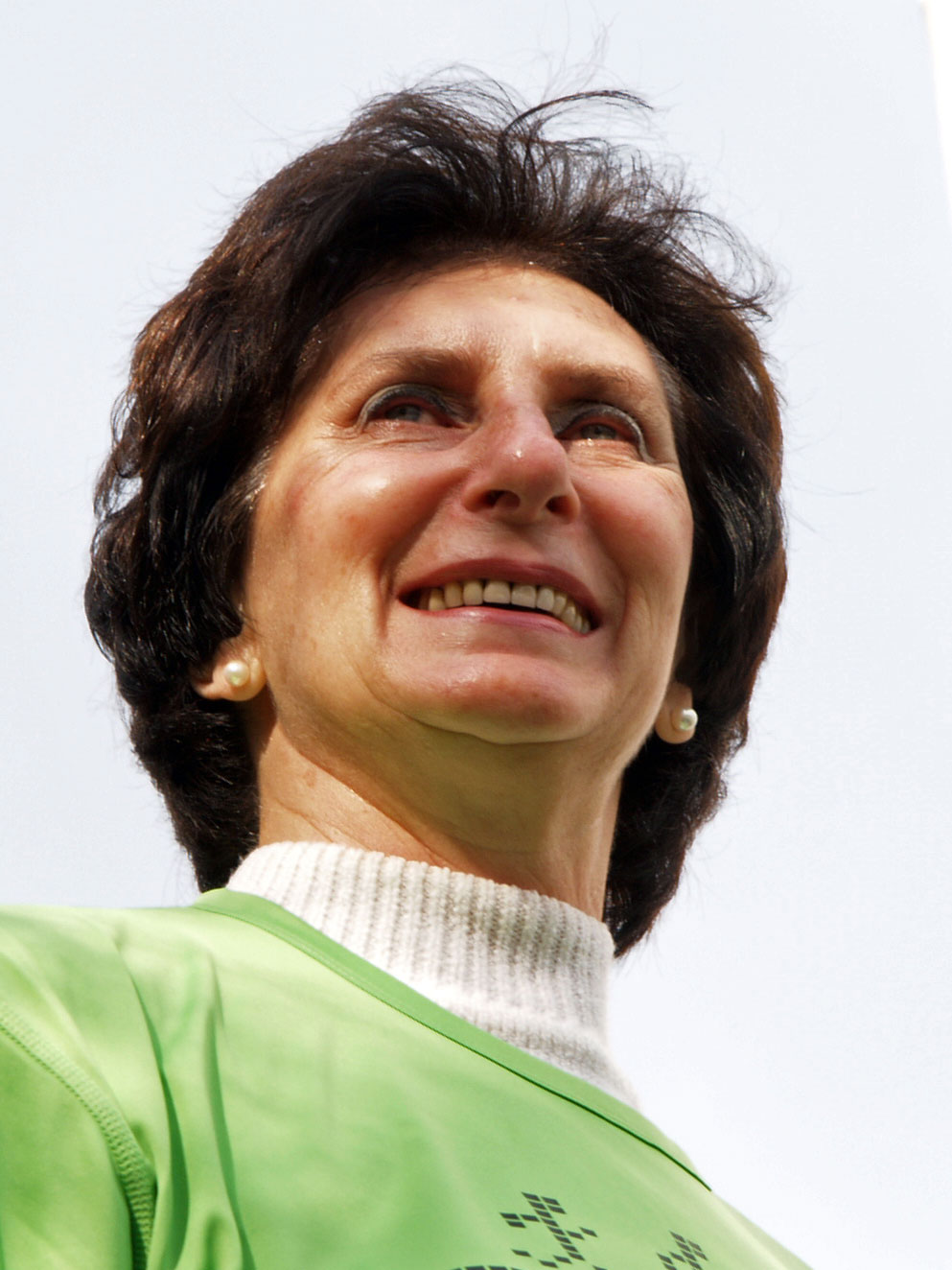
Irena Szewińska (Foto: 2007) errang nach Siegen über 4 × 100 Meter 1964 und 200 Meter 1968 ihre dritte Goldmedaille
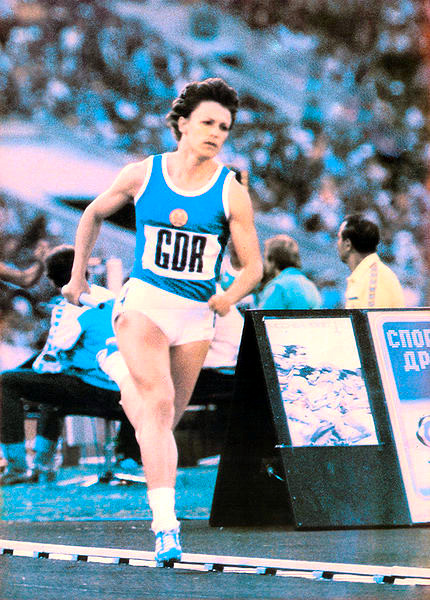
Christina Brehmer, Gewinnerin der Silbermedaille, auf einer Autogrammkarte von 1980

Datum: 29. Juli 1976, 16:20 Uhr
| Platz | Name              | Nation   | Zeit    | Anmerkung |
| ----- | ----------------- | -------- | ------- | --------- |
| 1     | Irena Szewińska   | Polen    | 49,28 s | WR        |
| 2     | Christina Brehmer | DDR      | 50,51 s |           |
| 3     | Ellen Streidt     | DDR      | 50,55 s |           |
| 4     | Pirjo Häggman     | Finnland | 50,56 s |           |
| 5     | Rosalyn Bryant    | USA      | 50,65 s |           |
| 6     | Sheila Ingram     | USA      | 50,90 s |           |
| 7     | Riitta Salin      | Finnland | 50,98 s |           |
| 8     | Debra Sapenter    | USA      | 51,66 m |           |

Im Mai des Olympiajahres hatte Christina Brehmer mit 49,77 Sekunden einen neuen Weltrekord aufgestellt, den die Polin Irena Szewińska im Juni um zwei Hundertstelsekunden verbessert hatte. Zwischen diesen beiden Läuferinnen wurde ein Zweikampf erwartet.
Das Finalrennen war bis eingangs der Zielgeraden ziemlich ausgeglichen, Szewińska hatte einen minimalen Vorsprung vor Brehmer. Ebenfalls noch nicht weit zurück folgte die US-Amerikanerin Rosalyn Bryant. Auf der Zielgeraden zog die Polin allerdings allen Konkurrentinnen davon. Mit großem Vorsprung und neuem Weltrekord wurde sie Olympiasiegerin. Hinter ihr wurde es im Kampf um die Medaillen noch einmal sehr eng. Die DDR-Läuferin Ellen Streidt auf der Innenbahn und die Finnin Pirjo Häggman, frühere Pirjo Wilmi, rückten gegen die beiden nachlassenden Brehmer und Bryant auf. Christina Brehmer konnte mit vier Hundertstelsekunden Vorsprung die Silbermedaille gerade noch ins Ziel retten, während Rosalyn Bryant auf Rang fünf zurückfiel. Ellen Streidt gewann mit einer einzigen Hundertstelsekunde vor Pirjo Häggman Bronze.
Irena Szewińska war die erste polnische Olympiasiegerin und Medaillengewinnerin in dieser Disziplin.

## Videolinks
- Irena Szewińska - Gold Medallist at the 1964, 1968 & 1976 Olympic Games, youtube.com, abgerufen am 21. Oktober 2021
- 1976 Oympic Games Montreal. Women's 400m Final, youtube.com, abgerufen am 19. Dezember 2017